# NGC 4471
NGC 4471 is een ster in het sterrenbeeld Maagd. Het hemelobject werd op 29 juli 1861 ontdekt door de Duitse astronoom Johann Friedrich Julius Schmidt.
Andere bronnen suggereren dat NGC 4471 overeenkomt met het sterrenstelsel PGC 41185.